# DJにフォーリンラブ
『DJにフォーリンラブ』（原題:Ibiza）は2018年に配信されたアメリカ合衆国のロマンティック・コメディ映画である。監督はアレックス・リッケンバック、主演はジリアン・ジェイコブズが務めた。

## 概略
ハーパーはニューヨークでの暮らしにうんざりしており、広告会社での仕事にもやり甲斐を見出せない状態に陥っていた。気難しい上司（サラ）との折り合いも悪かった。そんなある日、サラはハーパーにバルセロナに行って大口顧客との契約を勝ち取ってくるよう命じた。ハーパーにとって、それは自らの優秀さを示す絶好のチャンスであった。
ところが、ここで予期せぬ事態が発生した。ハーパーが友人のニッキーとリアにスペインへ行くと伝えたところ、2人も同行すると言い出したのである。ハーパーは渋々それを認めたが、2人に振り回された挙げ句、パーティーに繰り出す羽目になった。ハーパーはそのパーティーでDJのレオ・ウェストと親しくなった。もっと一緒に過ごしたかったハーパーだったが、人気者のレオは次の仕事のためにイビサ島へ向かった。ほどなくして、ハーパーはサラから「先方との会議の日程が変更になった」というメールを受け取った。勝手に変更を決めたサラへの怒りもあって、ハーパーはイビサ島までレオを追いかけることにした。

## キャスト
- ジリアン・ジェイコブズ - ハーパー（吹替：川庄美雪）
- ヴァネッサ・ベイヤー - ニッキー（吹替：石田嘉代）
- フィービー・ロビンソン - リア（吹替：品田美穂）
- リチャード・マッデン - レオ・ウェスト（吹替：川田紳司）
- ミカエラ・ワトキンス - サラ（吹替：田村聖子）
- フェリックス・ゴメス - ディエゴ
- ジョルディ・モリャ - ヘルナンド
- オーガスタス・プリュー - マイルズ
- アンソニー・ウェルシュ - ピーター
- ハンフリー・カー - ジェームズ
- ミゲル・アンヘル・シルベストレ - マニー

## 製作・マーケティング
2014年4月17日、ソニー・ピクチャーズがローリン・カーンの脚本『I'm In Love With The DJ』の映画化権を購入したと報じられた。その後、本作の映画化権はユニバーサル・ピクチャーズ→Netflixと売却されていった。2017年6月、ジリアン・ジェイコブズ、ヴァネッサ・ベイヤー、フィービー・ロビンソンの出演が決まり、タイトルが『I'm In Love With The DJ』から『Ibiza』に変更された。8月、リチャード・マッデンがキャスト入りした。9月5日、本作の主要撮影がクロアチアで始まった。2018年5月1日、本作のオフィシャル・トレイラーが公開された。2日、ジェフ・モローが本作で使用される楽曲を手掛けるとの報道があった。

## 評価
本作は批評家から好意的に評価されている。映画批評集積サイトのRotten Tomatoesには24件のレビューがあり、批評家支持率は67%、平均点は10点満点で6.3点となっている。サイト側による批評家の見解の要約は「俳優たちの好演によって生命を吹き込まれたお陰で、『DJにフォーリンラブ』はコメディの王道を行く愛すべき作品に仕上がった。ただ、同作のストーリーには幾分か不明瞭な箇所がある。」となっている。また、Metacriticには11件のレビューがあり、加重平均値は56/100となっている